# Station Garraf
Garraf is een station van de Rodalies Barcelona. Het is gelegen in de gemeente Sitges bij de woonkern Garraf. Langs dit station rijdt lijn 2 Sud.

## Lijnen
| Eindbestemming         | Vorig station | Lijn | Volgend station         | Eindbestemming    |
| ---------------------- | ------------- | ---- | ----------------------- | ----------------- |
| Sant Vicenç de Calders | Sitges        |      | Platja de Castelldefels | Granollers Centre |